# Bednárec (železniční zastávka)
Bednárec je železniční zastávka v obci Bednárec v okrese Jindřichův Hradec. Zastávka byla otevřena v roce 1887 a leží na trati Havlíčkův Brod – Jihlava – Veselí nad Lužnicí.

## Provozní informace
Zastávka má jedno jednostranné hranové nástupiště výšky 550 mm nad temenem kolejnice. V zastávce není možnost zakoupení si jízdenky a trať procházející zastávkou je elektrizovaná střídavým proudem 25 kV, 50 Hz. Provozuje ji Správa železnic.[zdroj?]

## Doprava
Do roku 2020 zde zastavovaly pouze osobní vlaky, které jezdily trasu Veselí nad Lužnicí – Počátky-Žirovnice.